# G-结构
在微分几何中，对一个给定的结构群 G，n 维流形 M 上一个 G-结构是 M 的切标架丛 FM（或 GL(M)）的一个 G-子丛。
G-结构的概念包括了许多流形上其它结构，其中一些是用张量场定义的。例如，对正交群，一个 O(n)-结构定义了一个黎曼度量；而对特殊线性群，一个 SL(n,R)-结构就是一个体积形式；对平凡群，一个 {e}-结构由流形的一个绝对平行化组成。
一些流形上的结构，比如複结构，辛结构，或 凯勒结构，都是 G-结构带上附加的可积性条件。
物理学中的术语是规范群。

## 主丛和G-结构
尽管主丛理论在 G-结构的研究中的角色很重要，但两个概念是不同的。一个 G-结构是一个切标架丛的主子丛，但是 G-结构丛“由切标架组成”的事实被视为数据的一部分。例如，考虑 Rn 上两个黎曼度量。伴随的 SO(n)-结构是同构当且仅当度量是同构的。但是，因为 Rn 是可缩的，故下面的 SO(n)-丛作为主丛总是同构。
两个理论的这个基本差别能够被在G-结构下面的 G-丛上添加一个额外的数据：焊接形式（solder form）记录。焊接形式是用一个从 M 的切丛到配向量丛的典范同构将 G-结构下面的 G 丛系于流形自身的局部几何上。尽管焊接形式不是一个联络形式，经常可以视为一个联络形式的前身。
详细说来，假设 Q 是 G-结构的主丛。如果 Q 是实现为 M 的切丛的压缩，那么焊接形式是标架丛的重言形式由包含映射的拉回给出。抽象地，如果将 Q 视为与它作为一个标架丛实现独立的一个主丛，那么焊接形式由 G 在 Rn 上的一个表示 ρ 以及一个丛同构 θ : TM → Q ×ρ Rn 组成。

## 可积性条件
流形上不少结构，比如複结构，辛结构，或 凯勒结构，均是 G-结构附加一个可积性条件。没有相应的可积性条件，这些结构称为一个“殆（几乎）”结构，比如殆複结构，殆辛结构，或殆凯勒流形。
特别地，一个辛流形结构是比一个辛群的 G-结构更强的概念。流形上一个辛结构是 M 上一个非退化2形式 ω（这是一个 {\displaystyle Sp}-结构，或殆辛结构），以及额外条件 dω = 0；后者称为可积性条件。
类似地，叶状结构对应于 G-结构为分块矩阵以及可积性条件，这样便可利用弗罗贝尼乌斯定理。

## G-结构的同构
M 的保持 G-结构的微分同胚集合称为这个结构的“自同构群”。对一个 O(n)-结构它们就是黎曼度量的等距群，而一个 SL(n,R)-结构为保持体积的映射。
设 P 是流形 M 上一个 G-结构，Q 是流形 N 上一个 G-结构。那么 G-结构的同构是一个微分同胚 f : M → N，使得线性标架的前推 f* : FM → FN 的限制给出了 P 到 Q 的一个映射（注意只要 Q 在 f* 的像中）。G-结构 P 与 Q 是局部同构如果 M 有一个开集覆盖 U 和一族微分同胚 fU : U → f(U) ⊂ N 使得 fU 诱导了一个同构  P|U → Q|f(U) 。
一个 G-结构的自同构是 G-结构 P 和自己的同构。自同构经常在研究几何结构的变换群中出现，因为流形上许多重要的几何结构可实现为 G-结构。
如果 G-结构 P 有一个由可交换向量场(V1,...,Vn) 组成的整体截面，则称其为平坦 G-结构。若一个 G-结构局部同构于平坦 G-结构，则称为可积的（或“局部平坦”）。
一类广泛的等价问题可以用 G-结构语言阐述。例如，一对黎曼流形是（局部）等价等且仅当
它们的正交标架丛是（局部）同构的 G-结构。在这种看法下，解决一个等价问题的一般过程是建立 G-结构的一个不变量系统使得足以确定一对 G-结构是否为局部等价。

## G-结构的联络
设 Q 是 M 上一个 G-结构。主丛 Q 上的一个主联络诱导了任何配向量丛的一个联络：特别是切丛。TM 以这种方式产生的线性联络 ∇ 称为与 Q 相容。与 Q 相容的联络也称为容许的联络。
具体说来，容许联络可用活动标架来理解。TM一个局部截面（即 M 的一个标架）定义了 Q 的一个截面，假设 Vi 是这个它的一组基。任何联络 ∇ 决定了一个取决于基的 1-形式 ω：
∇X Vi = ωij(X)Vj
这里，作为作为 1-形式矩阵 ω ∈ Ω1(M)⊗gl(n)。一个容许联络是  ω 在 G 的李代数 g 上的一个取值。

### G-结构的挠率
任何 G-结构伴随有挠率，和联络的挠率有关。注意到一个给定的 G-结构可能有许多不同的容许联络，这些联络可能有不同的挠率。尽管如此，我们还是能够独立地定义 G-结构的挠率如下。
连个容许联络的区别是一个 M 上一个取值于伴随丛 AdQ 的 1-形式。这便是说，容许联络的空间 AQ 是对 Ω1(AdQ) 的一个仿射空间。
容许联络的挠率定义了映射
{\displaystyle A^{Q}\to \Omega ^{2}(TM)\,}
映到系数为 TM 中的 2-形式。这个映射是现行的；其线性化
{\displaystyle \tau :\Omega ^{1}(\mathrm {Ad} _{Q})\to \Omega ^{2}(TM)\,}
称为代数挠率映射。给定两个容许联络 ∇ 与 ∇′，它们的挠率张量  T∇，T∇′ 差一个 τ(∇−∇′)。从而T∇ 在 coker(τ) 中的像与 ∇ 的选取无关。
对任何一个联络，T∇ 在 coker(τ) 中的像称为 G-结构的挠率。如果一个 G-结构的挠率为 0，称为无挠的。这恰好在 Q 有一个无挠容许联络时发生。

### 例：殆複结构的挠率
G-结构的一个例子是殆複结构，这是将一个偶数维流形的结构群约化为 GL(n,C)。这样的约化由一个 C∞-线性自同态 J ∈ End(TM) 使得 J2 = −1 惟一确定。在此情形，挠率可明确地算出来：
一个简单的维数计算说明
{\displaystyle \Omega ^{2}(TM)=\Omega ^{2,0}(TM)\oplus \mathrm {im} (\tau )},
这里 Ω2,0(TM) 是满足
{\displaystyle B(JX,Y)=B(X,JY)=-JB(X,Y).\,}
的形式 B ∈ Ω2(TM) 的空间。
从而，一个殆复结构的挠率可以视为 Ω2,0(TM) 中一个元素。容易验证一个殆复结构的张量等于它的尼延黑斯张量。

## 高阶G-结构
一个特定的 G-结构（例如，辛形式）上的壮观的可积性条件可通过扩张程序处理。在这种情形，扩张后的 G-结构不能构和线性标架从的一个 G-子丛等价。许多情况下，扩张后它自身也是一个主丛，而其结构群可以等价于高阶射流群的一个子群。此时，它也称为一个高阶 G-结构（Kobayashi）。一般地，嘉当等价方法运用到这种情形。